# Давид Тухманов
Давид Фьодорович Тухманов (на руски: Давид Фёдорович Тухманов, 20 юли 1940, Москва, СССР), съветски и руски композитор. Носител е на наградата на Ленинския комсомол (1977) и на Държавната награда на Руската федерация (2003). Народен артист на Руската федерация (2000).
Давид Тухманов е роден на 20 юли 1940 г. в Москва. Баща му, инженер Феодор Давид Тухманов, е арменец по националност, а майка му Вера Карасьова е музикант, композитор. Давид Тухманов получава музикалното си образование от ранна детска възраст под прякото ръководство на майка си, след което постъпва в отдела по пиано на музикалното училище Gnesinner. Елена Гнесина лично насърчава желанието на Дейвид да създава музика по всякакъв възможен начин. Първите му опити са музикални пиеси, романси и музикални балади за пиано. Усвоява основите на музикалната композиция и музикалната теория от курсовете на известния музикант и педагог Лев Наумов.
През 1958 г. Давид Тухманов е приет в композиторския отдел на Държавния педагогически институт „Гнесин“ и завършва през 1963 г., след което е призован в армията и служи в ансамбъла за песни и танци на името на Александър Александров, ръководейки оркестъра.
Давид Тухманов започва да работи в жанра пеене от 60-те години на XX век. Първият албум е издаден през 1965 г. от студио „Мелодия“, където Давид Тухманов действа като рехармонизатор на песни на Булат Окуджава и Юрий Визбор. Давид Тухманов написва първия си поп хит „Последняя електричка“ („Последният електрически влак“), докато е още студент. Изпълнена е от певеца Владимир Макаров през 1966 г. По-късно той изпълнява песента по телевизията, като по този начин проправя пътя за песните на Тухманов по телевизията.
През 1968 г. е създадена песента „Восточная песня“ („Източна песен“) по музика на Давид Тухманов. Валери Ободзински, първият изпълнител на песента, с когото Тухманов си сътрудничи до 1974 г., става известен с тази песен. През 1972 г. Давид Тухманов е удостоен с наградата на Московския комедиен съюз за редица създадени от него песни. През същата година излиза първият му авторски компактдиск „Как прекрасен этот мир“ („Колко прекрасен е светът“), където Тухманов за първи път се опитва да комбинира песните си в един общ музикален албум. В същото време той си сътрудничи с вокално-инструментални групи като „Весёлые ребята“, „Самоцветы“, „Лейся, песня“ и като усложнява рехармонизацията на поп песните, ги доближава до арт рока. По-късно Давид Тухманов започва да създава поредица от патриотични песни, сред които „Я люблю тебя, Россия“ („Обичам те, Русия“), „Мой адрес – Советский Союз“ („Моят адрес е Съветският съюз“), „Мы – большая семья“ („Ние сме голямо семейство“) и т.н.
1975 г. е белязана от създаването на песента „День Победы“, автор на текста на която е Владимир Харитонов. Първоначално песента е забранена за пускане по телевизията и радиото, като се има предвид, че музиката на Тухманов е фокстрот, а текстовете на Харитонов са несериозни. Въпреки това, Лев Лешченко, без никакво разрешение, изпълнява песента на концерт, посветен на Деня на милицията, което гарантира приемането на песента от хората. Песента е изпълнявана от него и на фестивала „Песен на годината“ през 1975 и 1976 г.
През 1976 г. излиза компактдискът „По вълне моей память“ („Над вълната на моята памет“), където текстовете на песните са написани от поети, смятани за класици. Песните са изпълнени от млади и тогава неизвестни певци. Дискът е издаден в 2,5 милиона копия и бързо се разпродава.
Песните, създадени през периода 1976 – 1985 г., се считат за връх в майсторството на Тухманов, където се сливат класическа музика, хардрок, симфония и музикалните тенденции, съществуващи в света по това време. Сред тези песни бяха „Так не довления быть“, „Олимпиада-80“, „Родина моя“, „Как жал“ („Жалко“) и други песни. Давид Тухманов проправи пътя на такива певци като Валерий Леонтиев, Александър Барикин, Николай Носков, Яак Йоала и др.
През 1982 г. излиза компактдискът „НЛО“ („НЛО“), който е записан от рок групата „Москва“. За солиста на групата Николай Носков Тухманов създава композицията „Ночь“ („Нощ“), която е написана с думите на стихове на Владимир Маяковски, написани през 1915 г. Това обаче не спаси групата „Москва“ от преследване и скоро групата е разпусната.
През 1986 г. на Тухманов е предложено да ръководи проекта „Електроклуб“, където пеят Ирина Алегрова и Игор Талков. Въпреки страхотните песни, Давид Тухманов го смята за комерсиален проект. С усилията на Виктор Салтиков групата „Електроклуб“ става по-популярна сред младежта.
Постепенно Давид Тухманов напуска сцената, като работи основно в областта на камерната музика. През 1989 г., в сътрудничество с детския писател Юрий Ентин, Тухманов създава мюзикъла „Багдадский вор“ („Крадецът от Багдад“). През 1991 г. Тухманов заминава за Германия и се установява там. От 1995 г. работи върху детски музикални проекти, създавайки песни за детски групи, хорове и театрални представления. Той също така написва химна на детския фестивал на карикатурите „Златна рибка“ .
През 1998 г. Давид Тухманов е поканен да ръководи музикалната композиция в рамките на Световните младежки игри, които ще се проведат в Москва. Той извърши подобна работа през 2002 г. През 2001 г. се състои първото представление на пиесата „Мадлен, спокойно“, чиято музика е написана от Давид Тухманов специално за Людмила Гурченко. През 2002 г., за честването на деня, посветен на славянската писменост и култура, който ще се проведе в Новосибирск, Давид Тухманов създава ораторията „Легенда за Ермак“ за голям хор, солисти и оркестър.
През 2003 г. в Московския сатиричен театър се проведе пиесата „Прекомерно женен шофьор на такси“, чиято музика също е композирана от Давид Тухманов. През 2003 – 2004 г. той създава и музиката за честването на Деня на Русия на Червения площад. През 2005 г. завършва творбите на операта „Царица“ („Царица“), чието първо изпълнение се състоя през 2009 г. в Санкт Петербург. На 30 юли 2010 г. „Нова вълна“ се проведе в Юрмалаконкурсно-фестивалната вечер беше посветена на юбилея на Давид Тухманов. Там е награден с орден „За заслуги към Отечеството“.
От 2005 г. Давид Тухманов живее в Израел, също живее в Германия и Русия.

## Личен живот
От средата на 60-те години на XX век Давид Тухманов е женен за певицата, поетеса и автор на песни Татяна Сашко в продължение на около 20 години, която през цялото това време е продуцент на Тухманов. От този брак се ражда единствената дъщеря на композитора.
След развода Тухманов се жени за втори път. По време на престоя си в Германия втората му съпруга изписва композитора от регистрите на петстаен апартамент в Москва. Тухманов обжалва пред съда, където първата му съпруга Татяна Сашко действа от негово име като упълномощено лице.
През 1991 г. Давид Тухманов се срещна в Германия с третата си съпруга Любов Викторовна, която живее в Израел. Тухманов не поддържа връзка с Татяна Сашко и нейната дъщеря.

## Филми с музика на Давид Тухманов
| Малки комедии на голямата къща | 1972 |
| Тази щастлива планета          | 1974 |
| Скъпоценно момче               | 1974 |
| Извънземно                     | 1985 |
| Желязно поле                   | 1986 |
| Пътуването на мосю Перихон     | 1986 |
| 55 градуса под нулата          | 1986 |
| Куклата                        | 1988 |
| Руски амазонки                 | 2001 |
| Хиляда и една нощ              | 2004 |
| По вълната на моята памет      | 2006 |